# Aliza Bin-Noun
Aliza Bin-Noun est une diplomate israélienne née en Transylvanie. Elle est ambassadrice d’Israël en France et à Monaco entre 2015 et 2019.

## Biographie
Les parents d'Aliza Bin-Noun ont fui les nazis en Hongrie. Ses grands-parents ont été déportés et assassinés à Auschwitz ; son père en est rescapé.
Arrivée en Israël à l’âge de deux ans[réf. souhaitée], Aliza Bin-Noun a grandi près de Nahariya dans le nord d'Israël. Elle a étudié de 1981 à 1986 à l'université hébraïque de Jérusalem où elle obtient une licence en relations internationales et études françaises en 1984, puis un master en études africaines en 1986,.
Elle a effectué son service militaire dans les bureaux de la Marine israélienne, à Tel-Aviv.
Entre 1986 et 1988, elle travaille au ministère israélien des Affaires étrangères comme cadet au département de Formation politique. Entre 1988 et 1989, elle est deuxième secrétaire aux Affaires politiques au sein de la division économique, avant d’être nommée deuxième secrétaire aux Affaires politiques, économiques et culturelles à l'ambassade d’Israël à Mbabane (Swaziland), de 1989 à 1993. Entre 1993 et 1995, elle occupe le poste de conseillère à la division du contrôle des armes au ministère israélien des Affaires étrangères. 
Elle travaille de 1995 à 1999 à l'ambassade d’Israël à Copenhague comme conseillère aux Affaires politiques. De retour à Jérusalem, elle occupe successivement les postes de sous-directeur de la division des Organisations internationales de 1999 à 2000, puis, auprès du cabinet du directeur général du ministère israélien des Affaires étrangères, ceux de conseillère aux affaires politiques au bureau de coordination de 2000-2001 et de directeur du département de coordination de 2001 à 2006. De 2006 à 2007, elle est chef du bureau des affaires internationales au Centre pour la recherche politique. 
De 2007 à 2011, elle est ambassadrice d’Israël en Hongrie, avant d’assumer les fonctions de chef du Bureau politique du ministre israélien des Affaires étrangères Avigdor Liberman en 2012. 
En août 2015, elle est nommée ambassadrice d'Israël en France, la première femme a occuper cette fonction. Le 8 septembre suivant, elle remet ses lettres de créance au président François Hollande. Elle est également accréditée auprès de la principauté de Monaco.
Le 30 mars 2017, sa conférence à l'Institut d'études politiques de Rennes est interrompue par des étudiants, qui dénoncent, notamment, le « colonialisme de l'État d'Israël », le « viol du droit international » et des droits de l'homme envers les Palestiniens ou encore « l'immixtion d'Israël dans la politique et les universités françaises ». Elle répond, plus tard, via Twitter : « Dommage pour les étudiants pro-BDS préférant perturber la conférence au lieu de rester dialoguer. Une bonne manière de résoudre un conflit ! ».
Elle intervient dans le débat public en France afin de faire reconnaitre l'antisionisme comme une forme d'antisémitisme. Sa mission diplomatique en France prend fin en décembre 2019.

## Vie privée
Aliza Bin-Noun est mère de deux filles. Son mari est d'origine allemande.